# Sven Elverfeld
Sven Elverfeld (* 3. November 1968 in Hanau) ist ein deutscher Koch.

## Biographie
Elverfeld begann seine Karriere als Konditor in der hessischen Provinz und absolvierte daran anschließend eine zweite Lehre als Koch.
In seiner Laufbahn arbeitete er als Souschef im Restaurant Hessler in Maintal-Dörnigheim sowie als Chef de Partie im Restaurant Dieter Müller im Schlosshotel Lerbach in Bergisch Gladbach. Weitere Stationen waren die Gutsschänke Schloss Johannisberg in Geisenheim unter der Leitung von Dieter Biesler, das Restaurant Humperdinck in Frankfurt am Main und das Gourmetrestaurant La Bouillabaisse im Minos Beach Hotel auf Kreta.
Mit dem Abschluss zum staatlich geprüften Gastronom und Küchenmeister an der Hotelfachschule in Heidelberg 1998 begann seine Karriere bei Ritz-Carlton. Vor der Eröffnung des Restaurants Aqua im The Ritz-Carlton Wolfsburg leitete Elverfeld das Gourmetrestaurant La Baie im The Ritz Carlton in Dubai.
2022 heiratete Elverfeld seine Frau Saskia (* 1982), die ebenfalls in der Gastronomie arbeitet.

## Auszeichnungen
2002 wurde Elverfeld vom Gault-Millau als „Aufsteiger des Jahres“ ausgezeichnet, zwei Jahre später vom gleichen Restaurantführer als „Koch des Jahres“. Der Guide Michelin zeichnet das Aqua 2002 mit dem ersten Stern aus, 2006 folgt der zweite Stern und seit 2009 wird das Restaurant mit drei Sternen im Guide Michelin ausgezeichnet. Die Bunte bewertet ihn 2005 als „Kreativster Koch des Jahres“, die Zeitschrift Der Feinschmecker ernennt Elverfeld 2007 zum „Koch des Jahres“, rechnet das Aqua zu den zehn besten Trendrestaurants in Deutschland und bewertet es in ihrem Restaurantführer 2010 mit 5 von 5 möglichen „F“s.
Seit 2012 wird das Aqua im Hornstein-Ranking auf Rang 1 gelistet. Im Jahr 2014 verbesserte sich das von Elverfeld geführte Restaurant Aqua auf Platz 28 der The World’s 50 Best Restaurants; danach ist Elverfeld der zweitbeste Deutsche Koch nach Joachim Wissler.
Im Dezember 2017 kürte das Gourmetportal Sternefresser.de Elverfelds Menü im Aqua zum „Menü des Jahres“; im dazugehörigen Artikel schrieb der Kritiker Kai Mihm, dass Sven Elverfeld zwar seit knapp zehn Jahren 3 Sterne habe, doch von einem „Schmoren im eigenen Saft“ nichts zu spüren sei. „Ganz im Gegenteil“ habe Elverfeld „nie besser gekocht“, mit einer Küche, die „bei aller Perfektion in der Feinabstimmung und allem Finessenreichtum in den Aromenspielen nie verkopft, sondern immer unglaublich köstlich“ sei. Im Jahr 2018 benannte der Kulinarik-Kritiker der Frankfurter Allgemeinen Sonntagszeitung, Jürgen Dollase, Elverfeld zum Koch des Jahres. Dies begründete er damit, dass sein Einfluss auf junge Köche „zum beträchtlichen Teil“ dafür verantwortlich sei, dass sich eine eigenständige deutsche Spitzenküche entwickle.
Von 2019 bis 2021 belegte das Aqua in den Restaurant-Ranglisten den 1. Rang.

## Publikationen
- Jan Brinkmann & Sven Elverfeld: Küche der Gefühle. Landbuch Verlag, Hannover 2003, ISBN 3-7842-0667-0.
- Sven Elverfeld & Jan Brinkmann: Elverfeld. Das Kochbuch. Collection Rolf Heyne 2011 ISBN 3-89910-465-X.